# Rehu Moana
Rehu Moana est un voilier catamaran fabriqué par David Lewis. À son bord, Lewis se classe septième de la transat anglaise 1964.

## Historique
Après avoir terminé troisième de la première édition de la transat anglaise, en 1960, David Lewis décide construire son propre bateau, dans le but de partir en voyage avec sa femme et ses deux filles. Après un voyage au Groenland compliqué, il inscrit Rehu Moana au départ de la transat anglaise 1964. Il termine septième de la course.
L'année suivante, Lewis navigue de Tahiti jusqu'au nord de la Nouvelle-Zélande. Durant cette navigation, Lewis utilise les méthodes de navigation des polynésiens, c'est-à-dire, sans sextant et sans compas. Il s'aide notamment d'une table avec palier de coucher et de lever de soleil.
En mai 1982, en Cornouailles le bateau est détruit durant une tempête,.